# Franz Ernst Siemens
Franz Ernst Siemens, später Franz Ernst von Siemens, zuvor auch Ernst Franz Siemens (geboren 26. März 1781 in Lutter am Barenberge; gestorben 3. Dezember 1854 in dem Dorf List bei Hannover) war ein deutscher Landwirt, Herzoglich Braunschweigischer Amtmann und Erfinder eines Verfahrens zum Kartoffel-Brennen in Verbindung mit der Dampf-Destillation. Er zählte zu der mit Werner von Siemens verbundenen Unternehmerfamilie Siemens.

## Leben

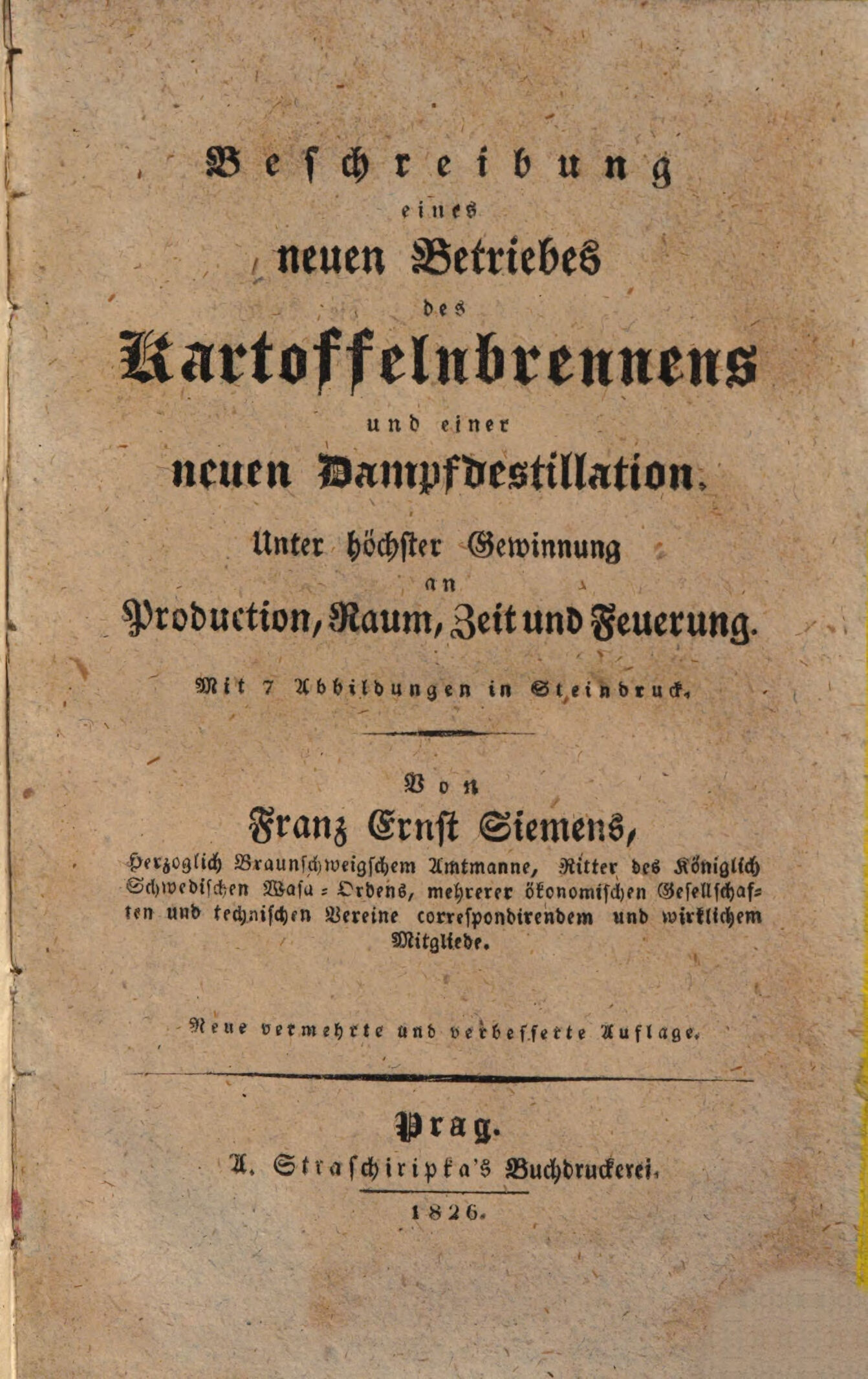
„Beschreibung eines neuen Betriebes des Kartoffelbrennens und einer neuen Dampfdestillation“; Titelblatt von 1826

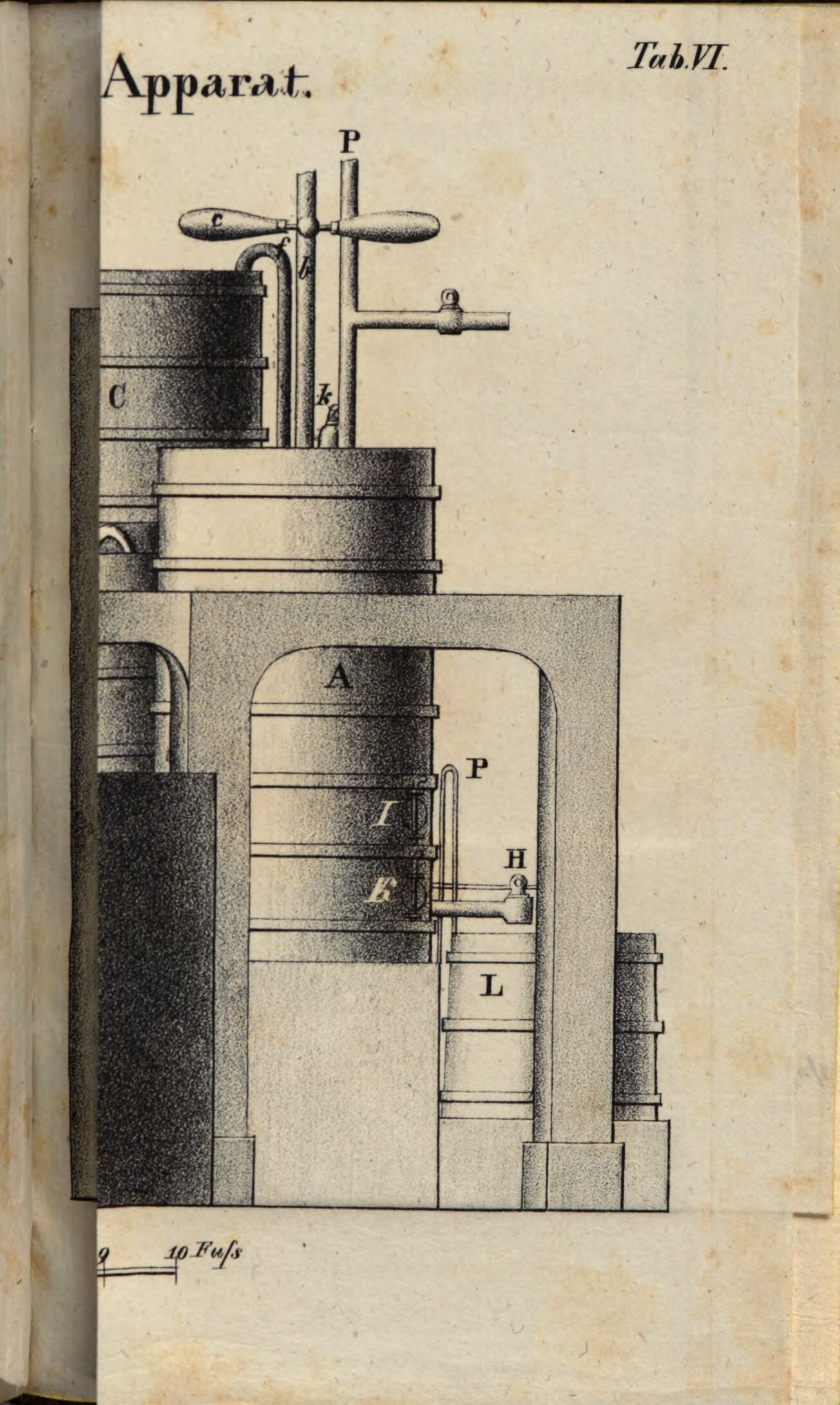
Steindruck „Tab. VI“ von 1826 eines von Siemens konstruierten Apparates

Siemens war ein Zeitgenosse des Vaters von Werner von Siemens und ebenso wie jener ein Urenkel von Hans Henning. Er war der Vater von Carl Georg Siemens und Adolf Siemens.
Franz Ernst Siemens hatte von 1806 bis 1832 von der Fürstlich Waldekischen Domainen-Cammer, seinerzeit in Arolsen, den sogenannten Braukamp in Pyrmont gepachtet bei dem ihm zeitweilig der in Lutter am Barenberge tätige Oberamtmann Carl Leopold Siemens zur Seite stand. Auf der gepachteten Domäne tüftelte Franz Ernst Siemens an einem möglichst zweckmäßigen Betrieb einer Brennerei. Dazu führte er Aräometer und Thermometer ein, um – nach dem Sieden und Zerkleinern von Kartoffeln – unter Anwendung von Wasserdampf die Alkoholdestillation zu verbessern. Für seine Arbeit auf dem gepachteten Pyrmonter Gut erhielt er am 3. Dezember 1819 vom preußischen Ministerium des Handels und der Gewerbe zu Berlin ein Patent für seine Konstruktion und das Verfahren „für die Kartoffeln und andere Früchte, Behuf Brannteweinbrennens, mittels eines Dampf Apparats ...“
Das dann von ihm patentierte Verfahren beschrieb er in einem in vier Auflagen erschienenen Buch. Zudem verbesserte er die Bereitung von Malz und wies als erster die Nützlichkeit von Eishäusern anstelle der bis dahin genutzten Eiskeller nach.
Im Jahr 1836 wohnte „Siemens, E. F., Amtmann, außer dem Steinthore, zur List, wo er als „Amtmann Siemens in List vor Hannover“ mit Carl J. N. Balling über verbesserte Gärungs-Verfahren beim Bierbrauen debattierte.
Siemens wirkte als Herzoglich Braunschweigischer Amtmann, war korrespondierendes und wirkliches Mitglied mehrerer ökonomischer und technischer Vereine und wurde für seine Verdienste vom König von Schweden zum Ritter des Wasaordens 3. Klasse ernannt und mit dem persönlichen Adelstitel belohnt.
In seinem Todesjahr 1854 bewohnte der Herzoglich Braunschweigische Amtmann das Haus Seilerstraße 17, soll aber in dem Dorf List bei Hannover gestorben sein. Er wurde auf dem hannoverschen Gartenfriedhof beigesetzt. Neben ihm wurde laut dem dort erhaltenen Grabstein auch seine Ehefrau beigesetzt. Die Inschrift in der Steinplatte lautet:

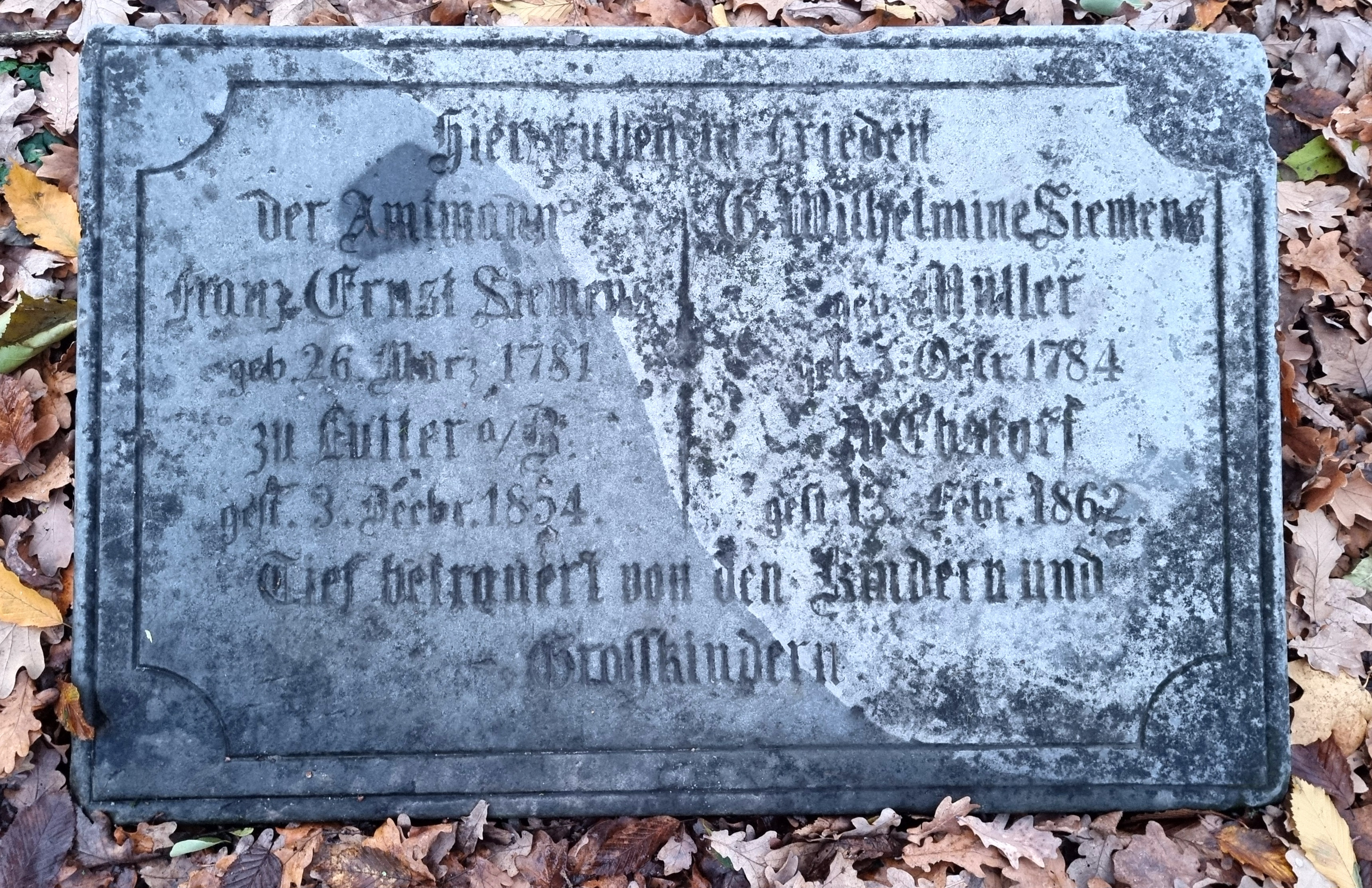
Grabstein des Siemens-Ehepaares auf dem Gartenfriedhof in Hannover

„Hier ruhen in Frieden: Der Amtmann Franz Ernst Siemens
geb. 26. März 1781 zu Lutter a/B. gest. 3. Decbr. 1854.
G. Wilhelmine Siemens geb. Müller
geb. 5. Octr. 1784 zu Ebstorf gest. 13. Febr. 1862.
Tief betrauert von den Kindern und Großkindern.“

## Schriften (Auswahl)
- Patent-Bekanntmachung. In: Amts-Blatt der Königl. Preußischen Regierung zu Reichenberg, Stück 6 vom 11. Februar 1820; PDF-Dokument über die Schlesische Digitale Bibliothek
- Beschreibung eines neuen Betriebes des Kartoffelbrennens und einer neuen Dampfdestillation. Unter höchster Gewinnung an Production, Raum, Zeit und Feuerung, mit 7 Abbildungen in Steindruck, neue vermehrte und verbesserte Auflage, Prag: A. Straschiripka's Buchdruckerei, 1826; Volltext-Digitalisat über die Österreichische Nationalbibliothek
- F. E. Siemens: Beseitigung einiger Unrichtigkeiten in den Reisebemerkungen des Herrn von Lengerke über die Wirthschaft des Amtmann Siemens in Pyrmont. In: Christian Carl André (Hrsg.) Oekonomische Neuigkeiten und Verhandlungen. Zeitschrift für alle Zweige der Land- und Hauswirthschaft, des Forst- und Jagdwesens im österreichischen Kaiserthume und dem ganzen Teutschland, 35. Band (= 1828, Bd. 1), Prag: J. G. Calve'sche Buchhandlung, 1828, S. 217–220; Google-Books
- Aufführung einer Eiskammer, zur Aufbewahrung des Eises für Conditoreien, Haushaltungen etc. Von F. E. v. Siemens, Amtmann, Ritter des K. Schwedischen Wasa-Ordens, In: Journal für praktische Chemie, Band 2 (1834), S. 448ff.; Google-Books

## Archivalien
Archivalien von und über Franz Ernst Siemens finden sich beispielsweise
- im Hessischen Staatsarchiv Marburg, Abteilung 125 Waldeckische Kammer für Forsten und Domänen unter dem Titel Grafschaft Pyrmont (v.a. Braukamp und Branntweinbrennerei zu Pyrmont)[7]